# Вільховий Потік
Вільхови́й Поті́к (інша назва — Нивра) — річка в Україні, в межах Чортківського району Тернопільської області. Права притока Збруча (басейн Дністра). 

## Опис і розташування
Довжина 10 км, площа басейну 54 км². Воду використовують для сільськогосподарських і побутових потреб. 
Бере початок із джерел на межиріччі Циганки і Збруча, біля північної околиці села Іване-Пусте. Тече на північ, у пригирловій частині — на північний схід і схід. Впадає до Збруча біля східної частини села Нивра.